# حسين الغابة (نكا)
حسين الغابة هي إحدى مشيخات المملكة المغربية، تتبع جغرافيا لإقليم آسفي وإداريًا لنكا. يقدر عدد سكانها بـ 3680 نسمة حسب الإحصاء الرسمي للسكان والسكنى لسنة 2004.